# مدیریت میلنیوم
مدیریت میلنیوم (انگلیسی: Millennium Management) شرکت سرمایه‌گذاری آمریکایی است، که در سال ۱۹۸۹ تأسیس شد.